# Paradoxale kikker
De paradoxale kikker (Pseudis paradoxa) is een kikker uit de familie van de boomkikkers (Hylidae).

## Naamgeving
Zowel de wetenschappelijke als de Nederlandse naam zijn te danken aan de bijzondere ontwikkeling van de paradoxale kikker. De soort werd vermeld door Carl Linnaeus in 1758 in Systema naturae. Oorspronkelijk werd de wetenschappelijke naam Rana paradoxa gebruikt. De soort werd lange tijd ingedeeld bij de niet meer erkende familie Pseudidae.

## Uiterlijke kenmerken
Het lichaam is gedrongen, de kop is relatief klein en de ogen en neusgaten staan wat meer aan de bovenzijde. De kleur is meestal groen tot olijfbruin, de onderzijde is geel met vele zwarte vlekjes. De huid is glad en slijmerig en de tenen aan de achterpoten hebben grote zwemvliezen. Qua uiterlijk heeft de soort veel weg van de meerkikker die ook in Nederland voorkomt.

## Leefwijze
Het voedsel van deze volledig aquatische kikker bestaat uit kleine ongewervelden en ook wel andere, kleinere kikkers. De soort is zowel dag- als nachtactief. De kikker is zeer sterk aan water gebonden maar komt ook wel op het land. Op de kust van Suriname komt hij ook in tamelijk zilte mangroven voor.

## Ontwikkeling

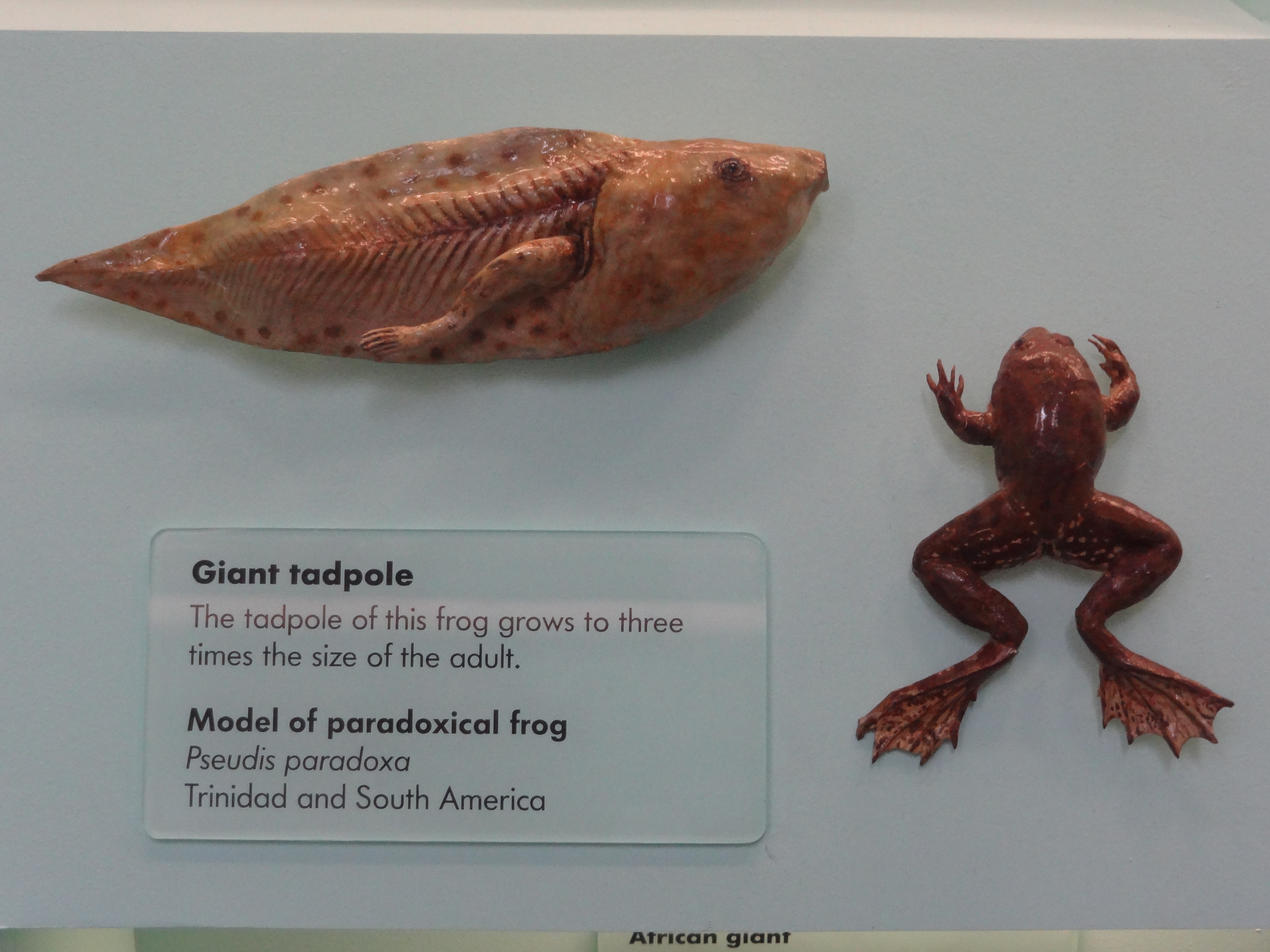
Model van het kikkervisje en een volwassen paradoxale kikker. (Natural History Museum)

De paradoxale kikker doorloopt een ontwikkeling waarbij het dier eerst heel groot en daarna juist kleiner wordt. Kikkers komen ter wereld in een ei, leven enige tijd als larve of kikkervisje en metamorfoseren dan in een kleine kikker, die na enige tijd volwassen wordt. Een kikker wordt zodra hij uit het ei is gekropen in de regel alleen maar groter.
De paradoxale kikker leeft echter zeer lang als larve, het kikkervisje kan wel 25 centimeter lang worden en heeft dan een kopromplengte van bijna 8 cm. Logischerwijs zou daar een reusachtige kikker uit voort moeten komen, maar het tegenovergestelde is waar. De lengte van de volwassen kikker is ongeveer 4,5 tot 6,5 centimeter, drie keer kleiner dan de larvale vorm. Dit is zelfs voor kikkers uitzonderlijk, hoewel er wel meer 'krimpende kikkers' zijn.

## Verspreiding en leefgebied
De paradoxale kikker leeft in Zuid-Amerika in het rivierensysteem ten oosten van de Andes. De landen waar de soort voorkomt zijn Argentinië, Bolivia, Brazilië, Colombia, Frans-Guyana, Guyana, Paraguay, Peru, Suriname, Trinidad en Tobago en Venezuela. Ze leven in plassen, meren en moerassen. Net als kikkerbillen in Europa worden de reuzenkikkervisjes als delicatesse gezien in Zuid-Amerika.